# فارنهایت ۹/۱۱
فارنهایت ۹/۱۱ (به انگلیسی: Fahrenheit 9/11) یک فیلم مستند آمریکایی محصول سال ۲۰۰۴ است که توسط مایکل مور ساخته شده‌است. این فیلم مستند نگاهی انتقادی به ریاست جمهوری جرج دابلیو. بوش، جنگ در عراق و پوشش رسانه‌ای این جنگ دارد. در این فیلم مور ادعا می‌کند که رسانه‌های آمریکایی تشویق‌ کننده‌های تهاجم به عراق در سال ۲۰۰۳ بوده‌اند و تحلیل دقیق یا عینی از منطق جنگ و تلفات در آنجا را ارائه ندادند.
عنوان فیلم برگرفته از حملات ۱۱ سپتامبر و ترکیب آن با رمان فارنهایت ۴۵۱ نوشتهٔ ری بردبری است که در سال ۱۹۵۳ نوشته شده و نگاهی پادآرمان‌شهر به آیندهٔ ایالات متحدهٔ آمریکا دارد.
این فیلم برای نخستین بار در جشنواره فیلم کن ۲۰۰۴ به نمایش درآمد و به‌ طور کلی نقدهای مثبتی را از منتقدان دریافت کرد اما در عین حال بحث‌های شدیدی از جمله اختلاف در مورد صحت و دقت ادعاهای فیلم را نیز ایجاد کرد. فارنهایت ۹/۱۱ همچنین نخل طلا، بالاترین نشان جشنواره را دریافت کرد.
این فیلم پردرآمدترین مستند تمام ادوار است.